# وكالة استخبارات الأمن العام
وكالة استخبارات الأمن العام (باليابانية: 公安調査庁، بالروماجي: kōanchōsa-chō) هي وكالة الاستخبارات الوطنية في اليابان. تدار من قبل وزارة العدل في حكومة اليابان، وهي مكلفة بالأمن الداخلي والتجسس ضد التهديدات للأمن القومي الياباني على أساس قانون منع الأنشطة التخريبية والقانون المتعلق بمراقبة المنظمات التي ارتكبت القتل الجماعي العشوائي.

## وصلات خارجية
- الموقع الرسمي باللغة اليابانية
- الموقع الرسمي (الحالي) باللغة الإنجليزية
- الموقع الرسمي (الأرشيف) باللغة الإنجليزية
- MOJ_PSIA على تويتر.